# Fórmula Libre
La Fórmula Libre es una competencia de automovilismo que permite que una amplia variedad de tipos, edades y marcas de autos de carrera especialmente diseñados compitan "cara a cara". Esto puede generar algunos enfrentamientos interesantes y brinda la oportunidad de algunas actuaciones de conducción convincentes contra maquinaria superior.

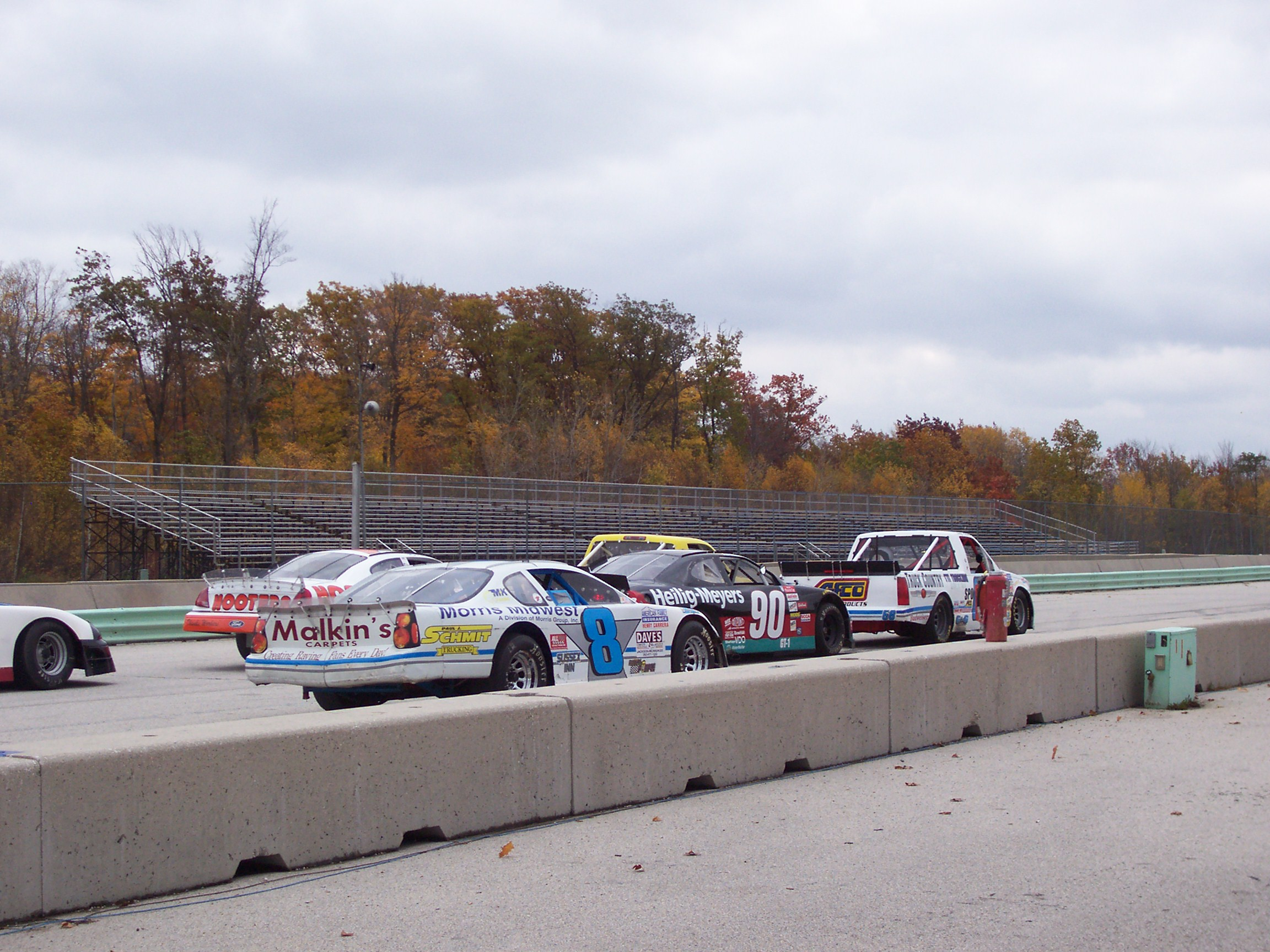
Un circuito mixto en una histórica carrera de exhibición de autos en el Road America que recuerda a un evento de Fórmula Libre —ninguno de los vehículos de NASCAR eran modelos actuales de su serie—.

En 1932, Louis Chiron ganó el Nize Grand Prix a bordo de un Bugatti Type 51, seguido de cerca a solo 3,4 segundos por Raymond Sommer en un Alfa Romeo Monza y el tercer puesto fue para René Dreyfus, también en un Bugatti Type 51. En 1933, Tazio Nuvolari ganó la carrera en un Maserati 8C, seguido de René Dreyfus en su Bugatti y Guy Moll en un Alfa Romeo Monza. En 1934, la carrera fue ganada nuevamente por un italiano en un Alfa Romeo P3, nada menos que el mejor piloto de la temporada, Achille Varzi. La última temporada en disputar un Nize Grand Prix fue en 1935, cuando el Alfa Romeo P3 dominaba el circuito de la mano de Tazio Nuvolari y Louis Chiron, que ocupaba el segundo lugar, y René Dreyfus, que era tercero.
En 2006, el British Open Single Seaters (BOSS) ha generado equivalentes de EuroBOSS y USBOSS, lo que indicaba el resurgimiento de los eventos de Fórmula Libre. Los "puristas" de las carreras han llegado a adoptar la Fórmula Libre como una alternativa a la creciente preponderancia de las series de carreras, y varios vehículos de los competidores son autos huérfanos.
La Fórmula Libre ha proporcionado a algunos jóvenes pilotos ambiciosos una alternativa a las series con mayores costes competitivos y menor rendimiento. También el British Racing Drivers Club (BRDC) del Reino Unido otorgó su premio Rising Star al campeón de la EuroBOSS 2004, Scott Mansell.
El concepto es posiblemente el más antiguo del automovilismo:
- Las carreras de Grand Prix adoptaron la Formula Libre brevemente, a partir de 1928.
- Las carreras de Fórmula Libre son actualmente muy populares en Sudáfrica.
- La Interserie de Alemania funciona como una Fórmula Libre, mezclando autos de Fórmula 1 de un solo asiento con prototipos de carreras deportivas.
- El autódromo Watkins Glen International fue sede de una carrera de Fórmula Libre desde 1958 hasta 1960 como un preludio para convertirse en la sede del Gran Premio de Fórmula 1 de los Estados Unidos
- La USAC celebró una famosa carrera de Fórmula Libre en el Indianapolis Raceway Park en 1962.
- La Fórmula Libre es una clase popular en las carreras históricas o antiguas.
- Lime Rock Park celebró una famosa carrera de Fórmula Libre en 1959, donde Rodger Ward sorprendió a los costosos y exóticos autos deportivos al vencerlos en la pista en un auto pequeño con motor Offenhauser, normalmente considerado competitivo solo para pistas ovaladas.
- El Questor Grand Prix de 1971 fue una carrera entre series muy concurrida entre los equipos de Fórmula 1, Fórmula 5000 y ChampCar, con los mejores pilotos en el Ontario Motor Speedway de California.
- La carrera Rothmans 50000 en 1972 permitió a casi cualquier tipo de monoplaza o corredor deportivo en una carrera de 300 millas (480 km) en Brands Hatch, compitiendo por un fondo de premios de £ 50 000 (considerablemente más que la mayoría de los Grand Prix of the day). La mayor parte de la parrilla estaba formada por coches de Fórmula 1 y Fórmula 5000, con algo de maquinaria de Fórmula Dos y algún que otro vehículo más exótico.[3]
- Las carreras de Fórmula Libre generalmente cerraban el programa en las reuniones de clubes británicos en la década de 1970, permitiendo que no solo corrieran autos que no se ajustaban a ninguna de las clases que competían ese día, sino que también brindaban a los conductores de autos de fórmula otra oportunidad de correr.[1]